# 2001년 9월
| 2001년: 1월 · 2월 · 3월 · 4월 · 5월 · 6월 · 7월 · 8월 · 9월 · 10월 · 11월 · 12월 |

| <          | 2001년 9월  | 2001년 9월 | 2001년 9월 | 2001년 9월 | 2001년 9월 | >           |
| 일         | 월          | 화         | 수         | 목         | 금         | 토          |
|            |             |            |            |            |            | 1 7.14 정묘 |
| 2 15 무진  | 3 16 기사   | 4 17 경오  | 5 18 신미  | 6 19 임신  | 7 20 계유  | 8 21 갑술   |
| 9 22 을해  | 10 23 병자  | 11 24 정축 | 12 25 무인 | 13 26 기묘 | 14 27 경진 | 15 28 신사  |
| 16 29 임오 | 17 8.1 계미 | 18 2 갑신  | 19 3 을유  | 20 4 병술  | 21 5 정해  | 22 6 무자   |
| 23 7 기축  | 24 8 경인   | 25 9 신묘  | 26 10 임진 | 27 11 계사 | 28 12 갑오 | 29 13 을미  |
| 30 14 병신 |             |            |            |            |            |             |

| 편집하기 |

## 2001년9월 21일
- 대우자동차 채권단, 미국 제너럴 모터스 사와 매각 양해각서 체결.
- 세계관광기구(WTO) 제14차 총회, 서울서 개막.

## 2001년9월 25일
- 대한민국의 한보미디어그룹에서 소속한 종합출판 계열사인 한보엠엔비를 설립하였다.

## 2001년9월 18일
- 대한민국과 조선민주주의인민공화국, 제5차 남북장관급회담 합의사항 공동보도문 발표.

## 2001년9월 14일
- 조지 W. 부시 미국 대통령이 국가비상사태를 선포하다.

## 2001년9월 11일
- 9·11 테러가 발생하였다. - 3,000여 명 사망.

## 2001년9월 4일
- 백운화상초록불조직지심체요절이 유네스코 세계기록유산으로 등록되다.

## 2001년9월 3일
- 대한민국 국회, 임동원 통일부 장관 해임 건의안 가결.